# 5В28
5В28 — советская зенитная управляемая ракета зенитного ракетного комплекса С-200. Является глубокой модернизацей
ракеты 5В21.
Предназначена для поражения целей, летящих со скоростью до 3500 км/ч, на высотах от 0,3 до 35 км. При стрельбе по цели типа самолёта ДРЛО максимальная дальность поражения с заданной вероятностью составляет 255 км. При дальности больше 255 км вероятность поражения значительно понижается. Техническая дальность управляемого полёта ракеты составляет около 300 км.
Ракета разработана конструкторским бюро «Факел». Испытания ракеты велись с 1971 года. В 1974 году ЗРК С-200ВМ с ракетой 5В28 был принят на вооружение Войск ПВО СССР.
В 1980-е гг. ракета 5В28 была модернизирована до 5В28М в рамках разработки более дальнобойной модификации С-200Д. Без изменения энергетических характеристик ракеты, лишь путём оптимизации траектории и уменьшения колебаний на ней удалось увеличить дальность по самолёту ДРЛОиУ до 300 км.